# Scopioricus sutorius
Scopioricus sutorius är en insektsart som först beskrevs av Carl Stål 1873.  Scopioricus sutorius ingår i släktet Scopioricus och familjen vårtbitare. Inga underarter finns listade i Catalogue of Life.